# پتسی کلاین
پَتسی کلاین (انگلیسی: Patsy Cline؛ زاده ۸ سپتامبر ۱۹۳۲ درگذشته ۵ مارس ۱۹۶۳) یک خواننده و موسیقی‌دان آمریکایی بود. وی بین سال‌های ۱۹۴۷ تا ۱۹۶۳ میلادی فعالیت می‌کرد.
نخستین اجراهای حرفه‌ای کلاین در پانزده سالگی در ایستگاه رادیویی محلی WINC آغاز شد. در آغاز دهه ۱۹۵۰ میلادی، کلاین در یک گروه موسیقی محلی به رهبری مجری بیل پیر حضور پیدا کرد. حضورهای محلی گوناگون، منجر به اجراهای برجسته در برنامه‌های تلویزیونی شهر و کانتری Connie B. Gay شد. این رویداد همچنین امضای نخستین قرارداد ضبط او با لیبل Four Star در سال ۱۹۵۴ میلادی را در پی داشت. او با نخستین تک‌ آهنگ‌های چهار ستاره خود از جمله "یک کلیسا، یک دادگاه، سپس خداحافظ" (۱۹۵۵) و "I've Loved and" پیروزی اندکی داشت. دوباره از دست رفته» (۱۹۵۶). در سال ۱۹۵۷ کلاین نخستین حضور تلویزیونی خود را در برنامه استعدادیابی آرتور گادفری انجام داد. پس از اجرای  "Walkin' After Midnight"، این تک آهنگ، نخستین پیروزی بزرگ او در نمودارهای موسیقی کانتری و پاپ شد.